# Jean-Victor Bertrand
Pas d'image ? Cliquez ici

a Compétitions nationales et continentales officielles uniquement.

b Matchs officiels uniquement.
Jean-Victor Bertrand, né le 12 mars 1972 à Valence, est un joueur français de rugby à XV évoluant au poste d'ailier.

## Biographie
Formé à Valence où il évolue jusqu'en 1992, Jean-Victor Bertrand, surnommé le " Pistolero", joue successivement au RC Narbonne (1992-1997), au Montpellier RC (1997-1998), au SU Agen (1998-2000) et au FC Grenoble (2000-2006). 
Au cours de sa carrière, il marqué 19 essais en 31 rencontres de challenge Européen, ce qui en fait pendant de nombreuses années  le meilleur marqueur de la compétition à égalité avec Sébastien Kuzbik et James Simpson-Daniel. Ils ont  été dépassés en 2012 par Richard Houghton. 
Il a également été meilleur marqueur d'essais du championnat de France en 1999 (avec Agen) et en 2004 (avec Grenoble).
Il a été international  en équipe de France scolaires, - de 21 ans, - de 23 ans et à VII. 
Après avoir entraîné les - de 7 ans du FC Grenoble, il s'occupe maintenant des - de 15 ans.
Il est  également consultant pour France Bleue Isère, où il  commente tous les matchs du FCG à domicile.

## Palmarès

### En club
Avec le FC Grenoble :
- Championnat de France de Pro D2 :
  - Vice-champion (1) : 2002

### Distinctions individuelles
- Meilleur marqueur d'essais du Championnat de France en 1999 avec le SU Agen et en 2004 avec le FC Grenoble.